# Eugène Perma
 (août 2022).
Eugène Perma est une entreprise française du secteur des cosmétiques créée le 4 mars 1919 pour les professionnels de la coiffure. La société, présente dans une cinquantaine de pays, est spécialisée dans les soins capillaires professionnels et grand public.

## Historique

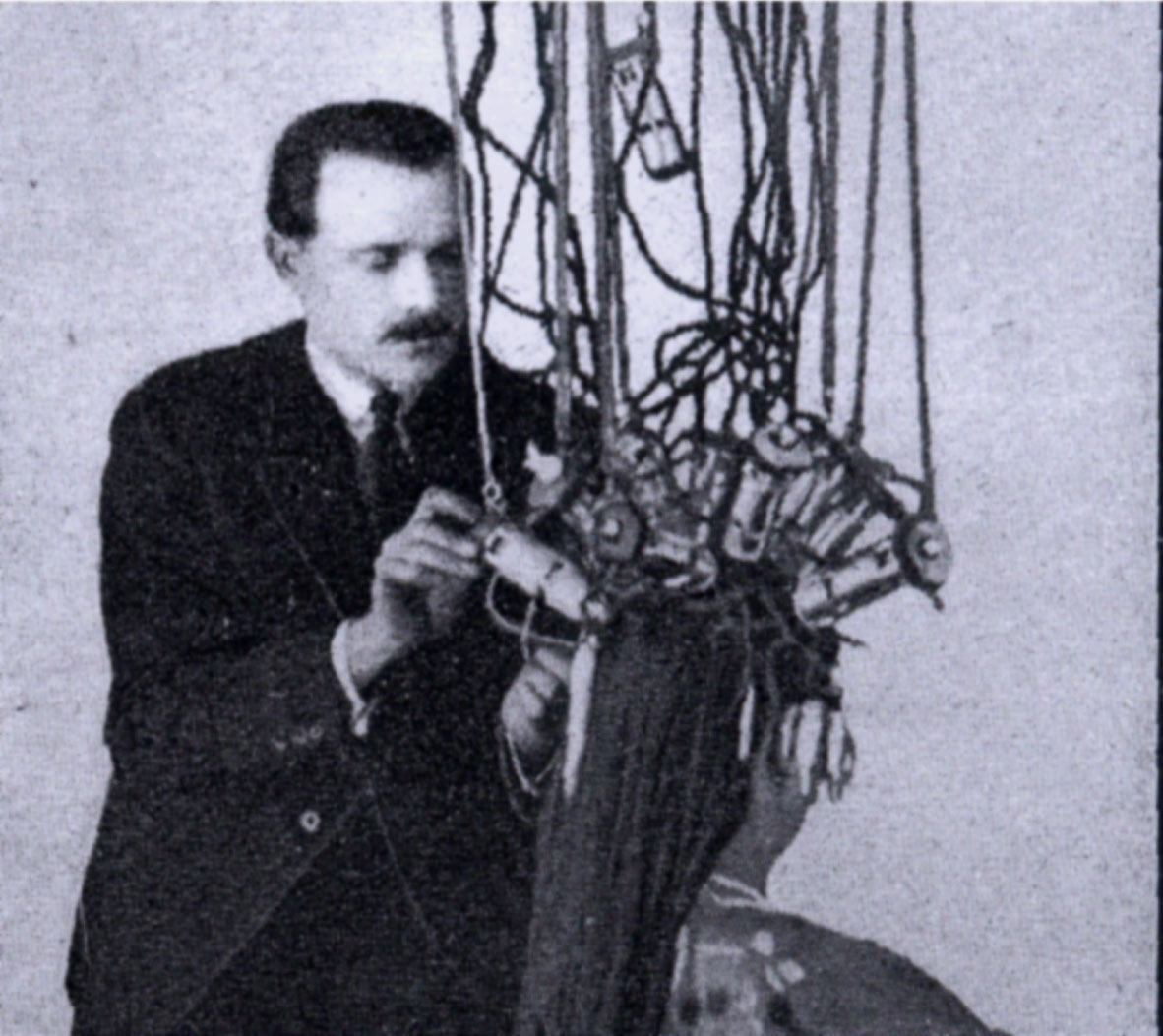
Eugène Sutter et sa machine à permanente en 1920

En 1919, le coiffeur et  posticheur suisse Eugène Sutter crée la société Eugène  et conçoit, avec un inventeur espagnol, Isodoro Calvete, la première machine à permanente chaude, la machine Eugène, permettant une ondulation durable des cheveux,.
L'entreprise crée des établissements en Europe . Elle développe ses liens avec les professionnels de la coiffure et s’intéresse aux cosmétiques. Dans l'entre-deux-guerres, en 1927, elle lance avec « Biorène », un produit de soin spécifique des cheveux permanentés . En 1954, l'entreprise lance en Europe une coloration en gel , Tincap-Gel. En 1955, elle rachète la maison Gallia, créée en 1919 par Gaston Boudou, qui propose également des appareils à «indéfrisables ». La société s'appelle désormais Eugène Gallia. En 1961, c'est la création de la marque Eugène Color. En 1963, Eugène Gallia transfère la fabrication de ses produits de l'usine de Courbevoie à Reims, en créant une filiale spécialisée, Parchimy. 
En 1966, c'est le lancement des ampoules Kéranove pour le soin et le traitement des cheveux, produits qui rencontre un bon accueil. En 1971, une nouvelle ligne de soins capillaires est annoncée,  Edonil suivie en 1980, de la décoloration Blondisol. En 1960, Eugène renforce sa position par le lancement de Permabel Styling, permanente à ondulations souples. C'est le début d'une série de produits capillaires au service des coiffeurs : shampooings, soins et produits de coloration. Puis en 1982, c'est la nouvelle coloration d'oxydation. 
En 1995, une nouvelle entreprise se constitue avec la fusion d'Eugène Gallia et de Perma, sous l'impulsion de l'actionnaire Holcos. La marque des appareils Perma, pour coiffeurs, apparaît en avril 1929 avec le premier appareil de permanente à fils. Elle est créée par la famille Leclabart initialement installée à Saint-Quentin, dans l'Aisne,  puis à Hirson, et qui fabriquait des postiches. Passionné de mécanique, Jules Leclabart cherche à mécaniser son activité pour maintenir sa position et, se faisant, met au point avec la société Alsthom-Thomson un premier appareil à fils  permettant de donner une forme permanente à ces perruques. Mais confronté à une concurrence asiatique et à un désintérêt pour les postiches, il adapte son invention pour  permettre aux coiffeurs de créer  le frisage sur la tête de leur cliente, et aux femmes d’avoir une coiffure élaborée sans y passer un temps significatif chaque jour. C’est l'invention de l'appareil à permanente, le « Perma Standard », en avril 1929. Appareils à permanente chaude, appareils à permanente tiède, mobilier complémentaire pour coiffeurs, Perma fait évoluer son offre au fil des décennies. Ce faisant, ces innovations favorisent le développement et la démocratisation des salons de coiffure, même si l'entreprise Leclabart conserve son caractère traditionnel et familial, les fils Jacques et André succédant au père. 
La fusion de Eugène Gallia et de Perma, pour créer Eugène Perma, permet à la nouvelle société de consolider sa position auprès des professionnels de la coiffure. Pour autant, la concurrence se concentre. Ainsi, cette même année 1995, Henkel rachète Schwarzkopf, et domine avec Procter & Gamble le marché des produits de coloration pour les professionnels. L'Oréal est leader sur le marché grand public et a une légitimité forte, face à l'importance de la grande distribution. La société Eugène Perma réorganise son offre et se focalise sur un nombre plus réduit de marques dont, notamment, Eugène Color en entrée de gamme et Kéranove. En 1998, l'entreprise rachète Pétrole Hahn, qui existe depuis 1885, et qui était devenue la propriété de Procter & Gamble. En 2000, Pétrole Hahn signe pour ses publicités avec le footballeur Bixente Lizarazu.
En 2001, UBS rentre dans le capital, apportant une capacité financière supplémentaire mais aussi une exigence renforcée de rentabilité. En 2003, la décision est prise de se séparer d’une des deux usines de production, à Barcelone, et de regrouper la production industrielle à Reims. La société développe une approche de trade marketing, apportant des services aux coiffeurs tout en développant à travers ces services son chiffre d'affaires. En 2005, la gamme Essentiel  est créée, pour les soins capillaires haut de gamme. En 2011, la gamme Yzaé, première coloration sans ammoniaque, est lancée pour les professionnels. 
En 2012, Didier Martin rachète l'entreprise en totalité.
En 2012, la gamme Prestance réunit un ensemble de laques professionnelles. Ces produits reçoivent 3 prix : Le Grand Prix Stratégies du Design, le Pentawards 2012 Bronze Award, et le Prix Orange Superdesign dans la Catégorie "Branding Packaging". En 2015, Vincent Clerc devient à son tour «ambassadeur» de Pétrole Hahn.
En 2018, une gamme bio est lancée,.

## Implantations
La société intervient sur le marché français et international, notamment sur le marché des produits capillaires pour hommes (lotions, shampoings, colorations). Ces marques sont moins connues à l’étranger où la société fait un quart de son chiffre d’affaires en 2014. Elle est toutefois présente dans plusieurs pays à travers le monde, et elle souhaite continuer à s’y développer,.
Tous les produits sont fabriqués à Reims,.